# Spectre Supersports

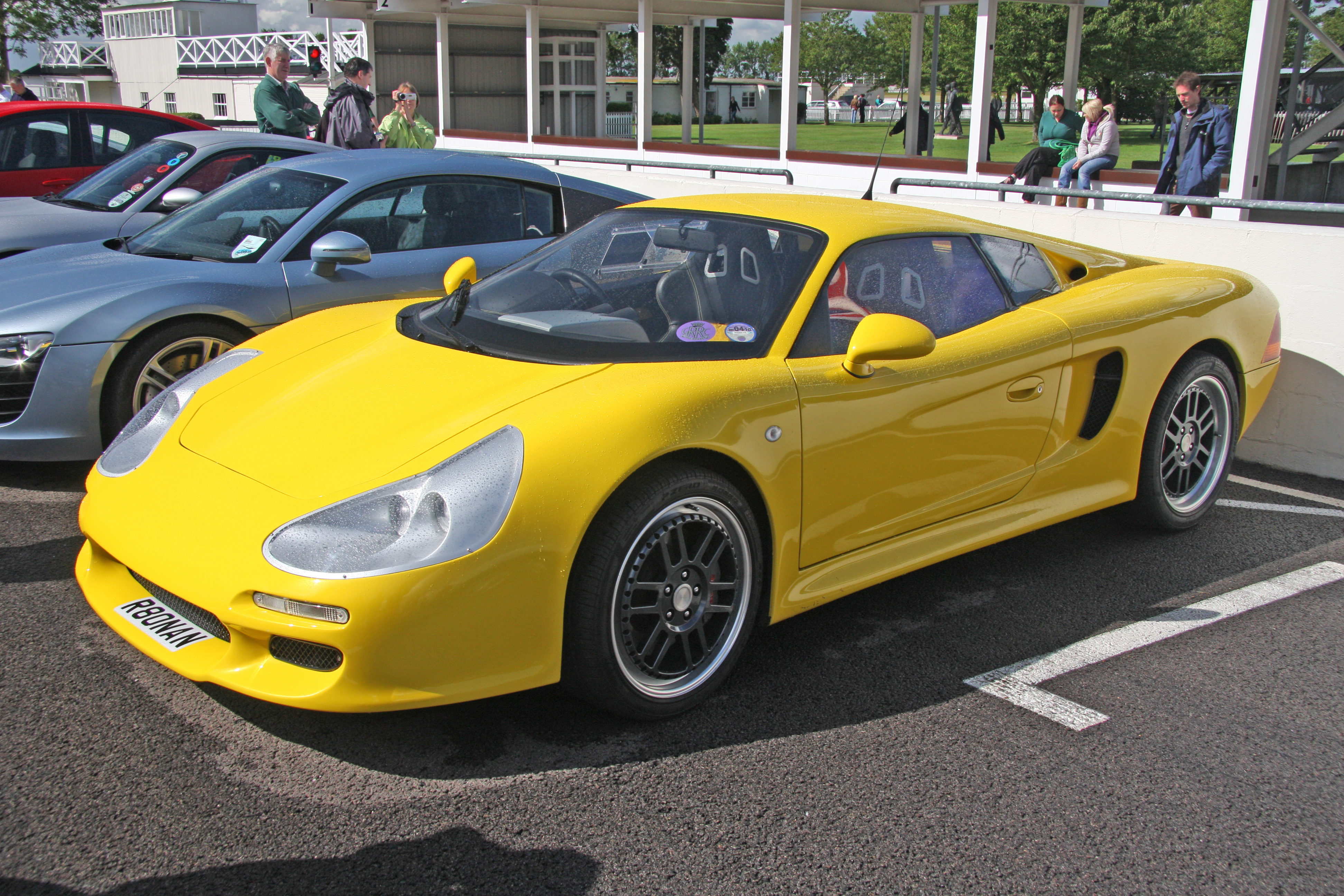
Spectre R 45

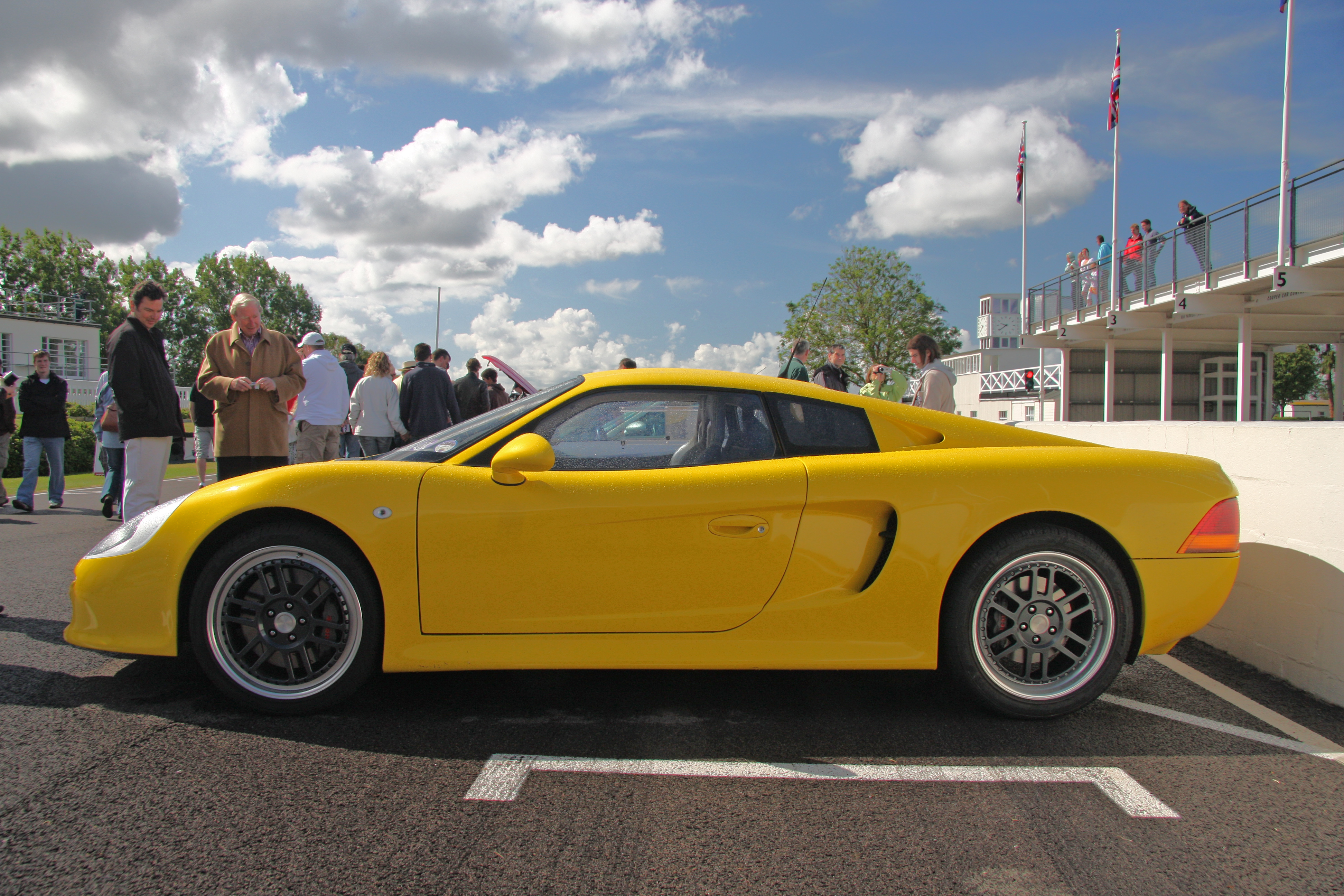
Seitenansicht

Spectre Supersports Limited war ein britischer Hersteller von Automobilen.

## Unternehmensgeschichte
Ray Christopher gründete 1994 das Unternehmen in Poole in der Grafschaft Dorset. Er begann mit der Produktion von Automobilen und Kits. Der Markenname lautete Spectre. 2009 endete die Produktion.
Eine Quelle nennt zusätzlich die Firma Spectre Cars Limited aus Tilbrook bei Milton Keynes. Die Verbindung ist unklar.

## Fahrzeuge
Das erste Modell R 42 wurde von GTD übernommen. Dies war ein Supersportwagen, inspiriert von Rennwagen der Gruppe C. Die Basis bildete ein Monocoque. Darauf wurde eine Coupé-Karosserie montiert. Ein V8-Motor von Ford mit 4600 cm³ Hubraum und 350 PS war in Mittelmotorbauweise hinter den Sitzen montiert und trieb die Hinterachse an. Die Höchstgeschwindigkeit war mit 280 km/h angegeben. Von diesem Modell entstanden zwischen 1994 und 1997 zwischen 16 und 36 Exemplare.
Das Nachfolgemodell R 45 war in Bezug auf Fahrwerk und Karosserie leicht überarbeitet, besser ausgestattet und hatte im Gegensatz zu den Klappscheinwerfern des Vorgängermodells feststehende Scheinwerfer.